# Caprarola
Caprarola (Craparòla nel dialetto locale) è un comune italiano di 5 161 abitanti della provincia di Viterbo nel Lazio. 
Vanta il marchio di qualità turistico-ambientale Bandiera arancione, conferito dal Touring Club Italiano.

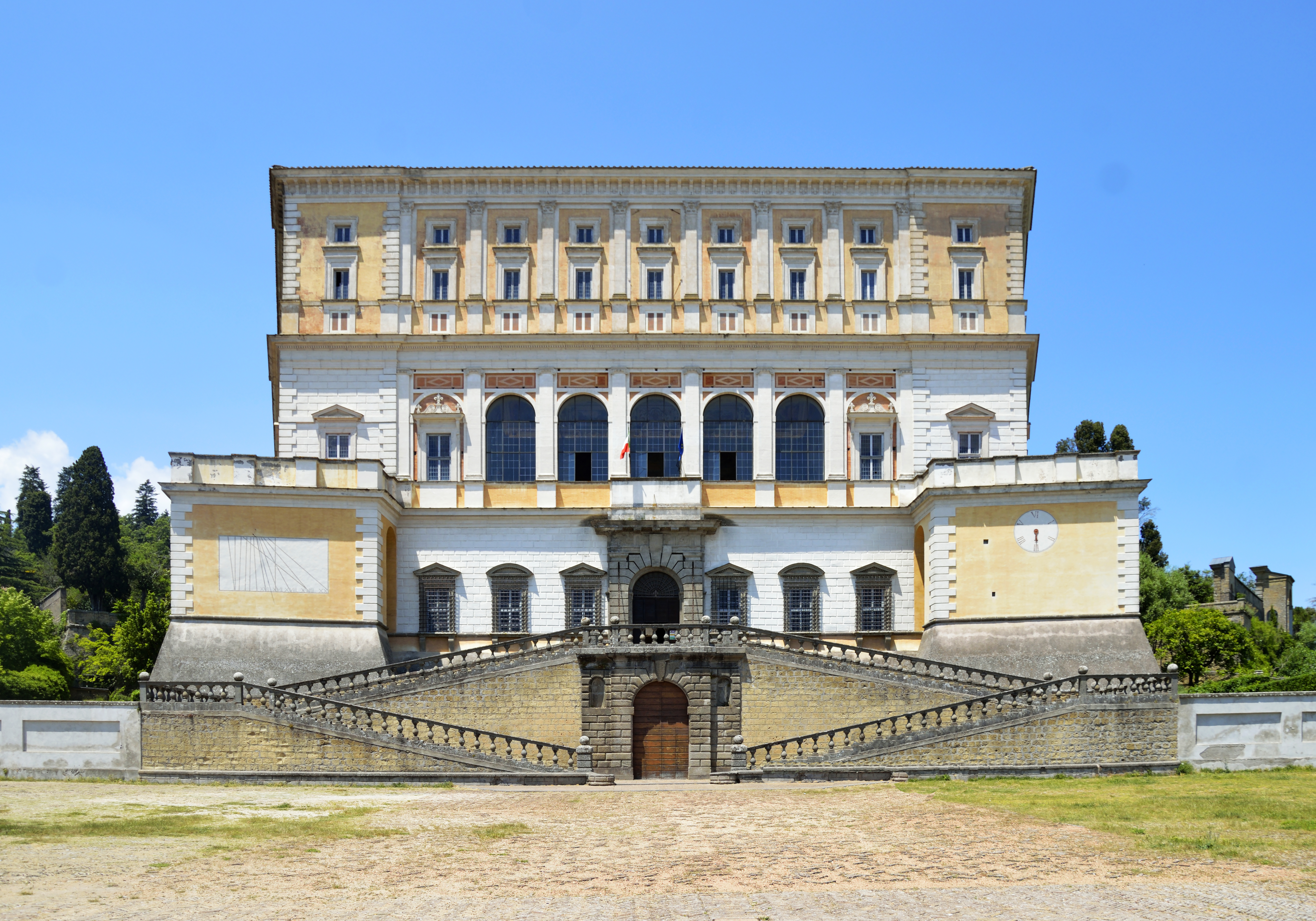
Palazzo Farnese a Caprarola

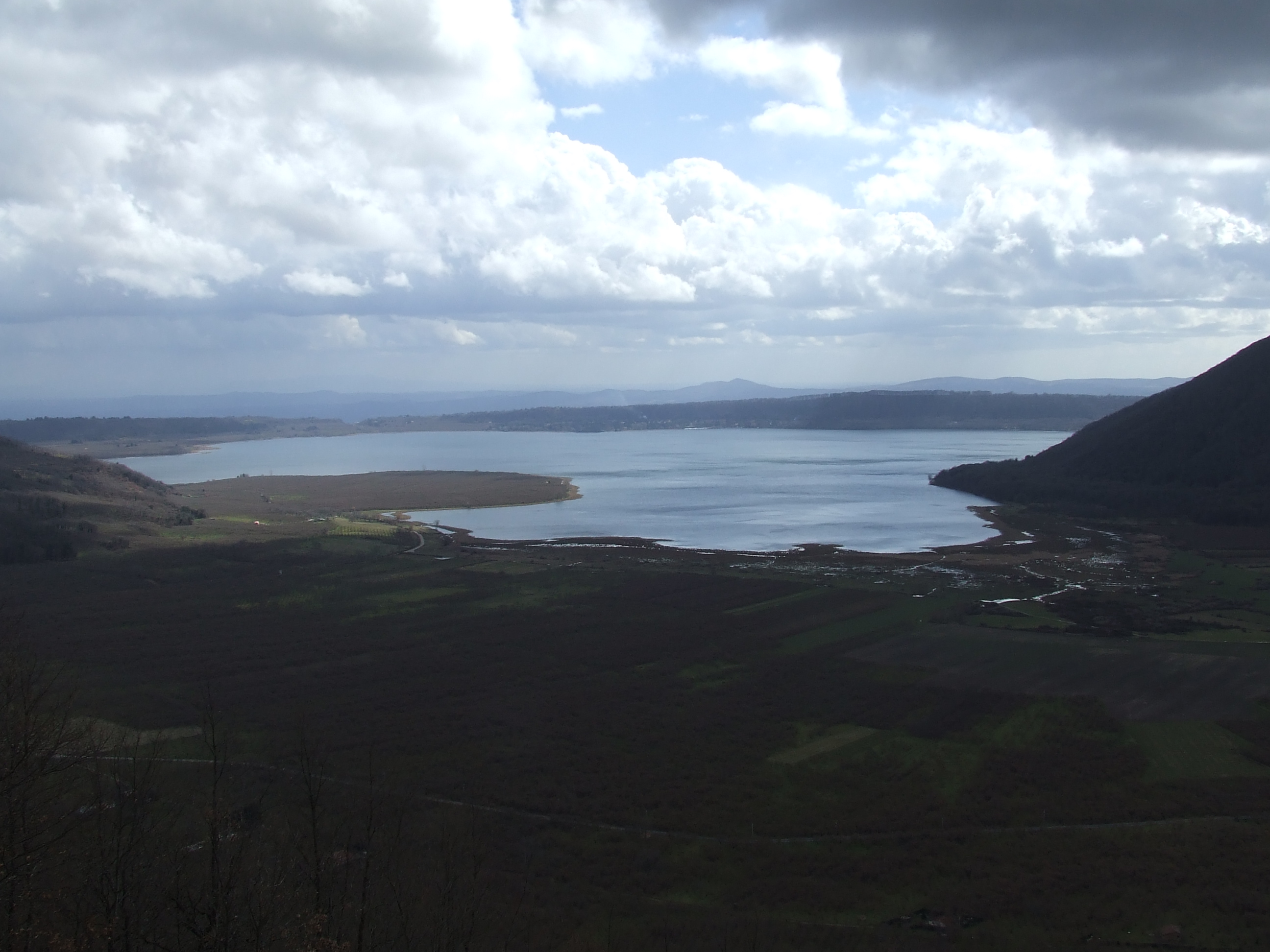
Una vista panoramica del Lago di Vico

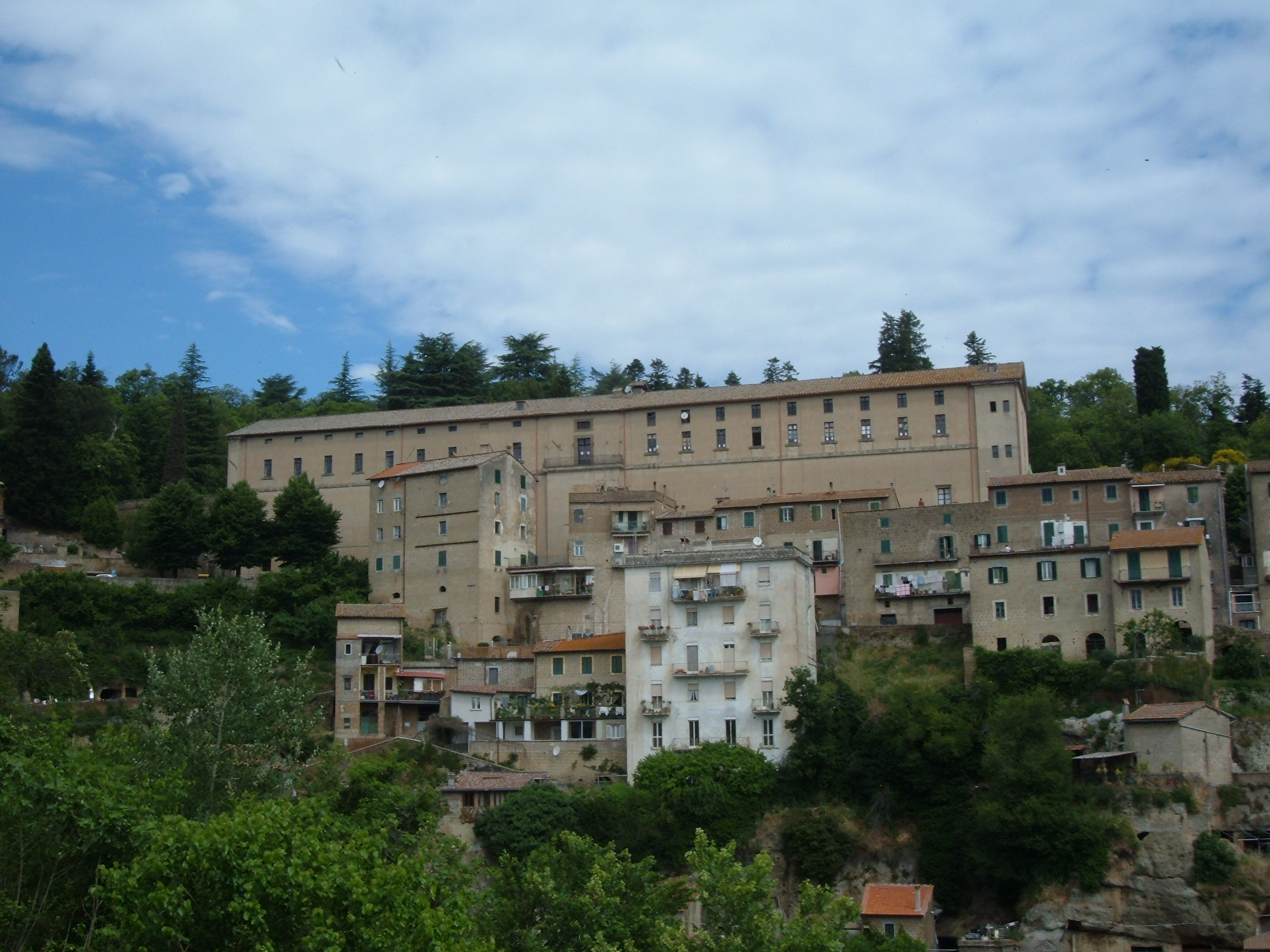
Ex scuderie farnesiane

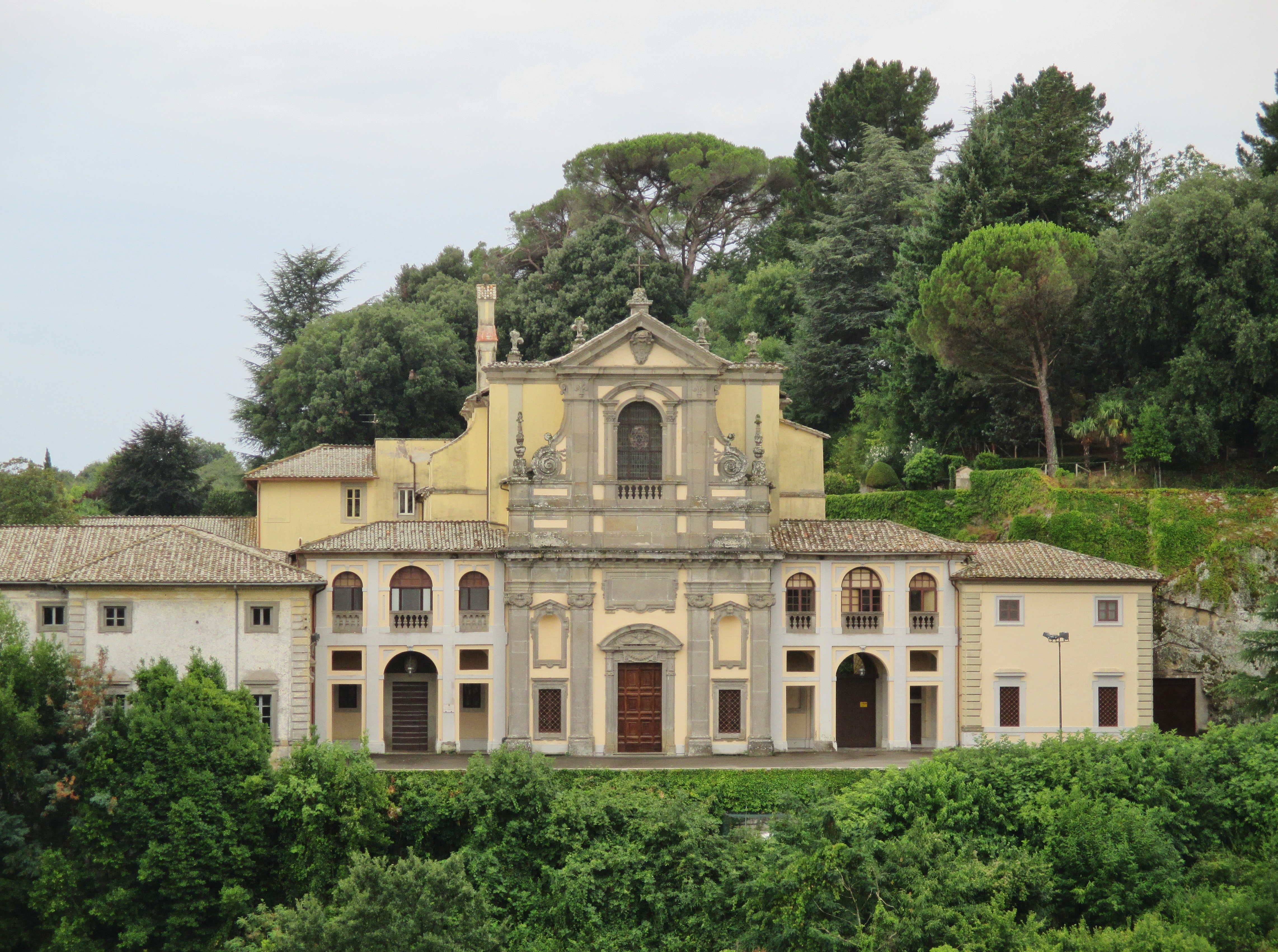
La chiesa di Santa Teresa a Caprarola

## Geografia fisica

### Territorio
Caprarola si trova nel versante sud dei Monti Cimini ad est rispetto al Lago di Vico, arroccata su uno sperone tufaceo è posta tra le vie consolari, ora strade statali, Cassia e Flaminia. Sul territorio comunale si erge il monte Fogliano. Per la bellezza dei luoghi è stata oggetto nel 1995 di studi della Scuola di Architettura del Principe Carlo d'Inghilterra.

### Clima
Classificazione climatica: zona E, 2343 GR/G

## Origini del nome
Il toponimo deriva certamente dal termine latino Capreae, a indicare la numerosa presenza in questo luogo delle capre e, presumibilmente, dalla parola dialettale "Rola" che indicherebbe il luogo con le stalle dove i pastorì tenevano le greggi a riparo.

## Storia
Pur essendo immersa nell'antico territorio etrusco, Caprarola getta le sue radici in epoca molto più recente, in particolare, si hanno le prime notizie dell'esistenza di insediamenti stabili intorno all'XI secolo, questo, come avvenne anche per Ronciglione, a causa dei Monti Cimini anticamente chiamati selva Cimina e considerati territorio impervio e impenetrabile.
Durante il medioevo fu contesa da diverse famiglie feudatarie, nel 1275 si hanno prove che fosse sotto gli Orsini, ma per poco tempo, il potere passò infatti in breve tempo ai Prefetti di Vico. Dal 1370, iniziò una lotta per il controllo di queste zone tra i Prefetti di Vico e i Conti d'Anguillara. Nel 1435 cadde sotto la giurisdizione della Santa Sede.
Cinque anni più tardi, nel 1440, il feudo venne acquistato dal conte Everso dell'Anguillara ed a tale famiglia rimase fino al 1465, anno in cui il Pontefice Paolo II confiscò tutti i loro beni. Verso la fine del XV secolo, Caprarola venne affidata in vicariato ai Riario-Della Rovere, sotto il cui governo il paese cominciò a rifiorire ed a popolarsi.
Fu quindi nel XVI secolo che conobbe il massimo splendore, quando i Farnese, con la nomina a Papa Paolo III del cardinale Alessandro Farnese, e con la costituzione del Ducato di Castro, estesero notevolmente il proprio dominio costruendo fastose ville e castelli. A Caprarola fu costruita la residenza più rappresentativa del livello di ricchezza e di potenza che questa nobile famiglia raggiunse, il Palazzo Farnese di Caprarola.
Durante la seconda guerra mondiale, nel periodo successivo all'8 settembre 1943 e all'occupazione tedesca, trovano rifugio nel paese i 24 componenti della famiglia ebrea romana dei Veneziano. Ospiti della famiglia Brunetti, i Veneziano poterono godere per otto mesi della solidarietà di numerosi abitanti e delle autorità locali fino alla Liberazione. Il 27 gennaio 2005 ai coniugi Roberto e Maria Brunetti è stata per questo conferita l'alta onorificenza di giusti tra le nazioni dall'Istituto Yad Vashem di Gerusalemme.

## Monumenti e luoghi d'interesse
Caprarola rappresenta uno degli esempi urbanistici più significativi del '500. L'antico borgo medievale venne squarciato per far passare una spettacolare Via Dritta che dai piedi della collina sale scavalcando burroni, in parte riempiti e in parte superati con 2 ponti fino a raggiungere il piazzale antistante l'imponente Palazzo Farnese. La Via Dritta fu realizzata contemporaneamente alla costruzione del Palazzo Farnese entrambi su progetto di Jacopo Barozzi da Vignola.

### Architetture civili
Palazzo Farnese
Si tratta di uno dei più importanti palazzi dell'architettura rinascimentale-manierista. Fu edificato nel XVI secolo su progetto di Jacopo Barozzi sulle basi di una precedente fortificazione a pianta pentagonale ideata da Antonio da Sangallo il Giovane, di cui Il Vignola mantenne il perimetro esterno.
Il primo incarico per la progettazione venne affidato dal cardinale Alessandro Farnese al Sangallo, ma appena realizzata la base pentagonale con 5 bastioni angolari, i lavori vennero sospesi poiché il cardinale venne eletto papa Paolo III. Fu il nipote Alessandro juniore a riprendere i lavori affidando la realizzazione al Vignola il quale convertì l'austero progetto di una fortezza in una meravigliosa villa pentagonale a cui lavorarono i nomi più illustri di quel periodo.

### Altro
Fontana delle Tre Cannelle
Fontana del XV secolo, edificata su commissione dei Riario-Della Rovere.

### Aree naturali
Lago di Vico
Di grande interesse naturalistico, posizionato ad ovest di Caprarola, il lago di Vico è probabilmente il meglio conservato tra i grandi laghi italiani di origine vulcanica. Incluso tra le aree di particolare valore naturalistico del Lazio, tra i biotopi di rilevante interesse botanico in Italia e parte della Riserva naturale Lago di Vico, consente lo sviluppo della vita di numerose e rare specie animali.
Formatosi dal riempimento di un cratere vulcanico si è vista dimezzata la superficie in epoca etrusca con la costruzione di un canale sotterraneo che, attraversando la montagna e gettando le acque del lago nel vallone formando il Rio Vicano, ha permesso di ricavare una grande quantità di terreno fertile.

## Società

### Evoluzione demografica
Abitanti censiti

## Cultura

### Cinema
Alcune scene de Il Padrino - parte III sono state girate nel Palazzo Farnese: i sacri palazzi del Vaticano, inclusa la Sala del Mappamondo (ufficio dell'arcivescovo Gilday), il torrione angolare (esterno della Cappella Sistina) e la Scala Regia (dove muore l'arcivescovo Gilday).
Il film La condanna di Marco Bellocchio ha il museo di Palazzo Farnese come scenario.
Una villa della cittadina è stata utilizzata nel film Decameron Pie e nella miniserie televisiva Preferisco il paradiso.
Inoltre, a Palazzo Farnese sono ambientate alcune scene del film  State buoni se potete.
Palazzo Farnese e i suoi giardini fanno da sfondo alle scene del film Rapito di Marco Bellocchio.

### Cucina
Grazie all'importante produzione di nocciole, Caprarola è nota per i dolci tradizionali a base di nocciole, come i tozzetti, amaretti, pampepati e la crema di nocciole da spalmare sul pane o per guarnire dolci.

## Economia
Gran parte dell'economia comunale è retta dall'agricoltura e, in particolare, dalla coltivazione della nocciola. Il territorio della Provincia di Viterbo risulta essere, infatti, il più grande produttore di nocciole d'Italia, grazie allo sviluppo tecnologico che è stato acquisito in tutte le fasi della produzione e della lavorazione.
Oltre alla produzione di nocciole, il turismo, sorretto dal valore architettonico del paese, dalla gastronomia e dalla Riserva naturale del Lago di Vico, rappresenta una grossa fetta dell'economia interna.
Di seguito la tabella storica elaborata dall'Istat a tema Unità locali, intesa come numero di imprese attive, ed addetti, intesi come numero addetti delle unità locali delle imprese attive (valori medi annui).
|           | 2015                  |                              |                            |                |                       |                     | 2014                  |                | 2013                  |                |
| --------- | --------------------- | ---------------------------- | -------------------------- | -------------- | --------------------- | ------------------- | --------------------- | -------------- | --------------------- | -------------- |
|           | Numero imprese attive | % Provinciale Imprese attive | % Regionale Imprese attive | Numero addetti | % Provinciale Addetti | % Regionale Addetti | Numero imprese attive | Numero addetti | Numero imprese attive | Numero addetti |
| Caprarola | 313                   | 1,34%                        | 0,07%                      | 776            | 1,31%                 | 0,05%               | 313                   | 774            | 320                   | 726            |
| Viterbo   | 23.371                |                              | 5,13%                      | 59.399         |                       | 3,86%               | 23.658                | 59.741         | 24.131                | 61.493         |
| Lazio     | 455.591               |                              |                            | 1.539.359      |                       |                     | 457.686               | 1.510.459      | 464.094               | 1.525.471      |

Nel 2015 le 313 imprese operanti nel territorio comunale, che rappresentavano l'1,34% del totale provinciale (23.371 imprese attive), hanno occupato 776 addetti, l'1,31% del dato provinciale (59.399 addetti); in media, ogni impresa nel 2015 ha occupato due persone (2,48).

## Infrastrutture e trasporti

### Ferrovie
Caprarola aveva una stazione ferroviaria propria sulla dismessa ferrovia Orte-Capranica-Civitavecchia; da anni si attende una sua riapertura. Le stazioni ferroviarie più vicine sono a Fabrica, sulla linea in concessione Roma-Civita Castellana-Viterbo e, a una distanza maggiore, quelle di Capranica-Sutri sulla linea Roma-Capranica-Viterbo (FR3) e di Civita Castellana-Magliano sulla Orte-Roma-Fiumicino Aeroporto.

### Strade
Caprarola è collegata tramite la Strada Provinciale 35 Ronciglionese a Ronciglione e Carbognano.

### Mobilità extra-urbana
I bus COTRAL collegano il centro del paese con Roma Saxa Rubra, Viterbo, Ronciglione, Fabrica di Roma, Carbognano, Bassano Romano e Monterosi. Esiste ancora una coppia di autobus sostitutivi di un tratto di ferrovia che collegano Caprarola con Orte e con Capranica Scalo.

## Amministrazione
Nel 1927, a seguito del riordino delle circoscrizioni provinciali stabilito dal regio decreto n. 1 del 2 gennaio 1927, per volontà del governo fascista, quando venne istituita la provincia di Viterbo, Caprarola passò dalla provincia di Roma a quella di Viterbo.

### Altre informazioni amministrative
Fa parte della Comunità Montana Cimini.